# Rue Saint-Jean-Baptiste-de-La-Salle
La rue Saint-Jean-Baptiste-de-La-Salle est une voie située dans le quartier Notre-Dame-des-Champs du 6e arrondissement de Paris.

## Situation et accès

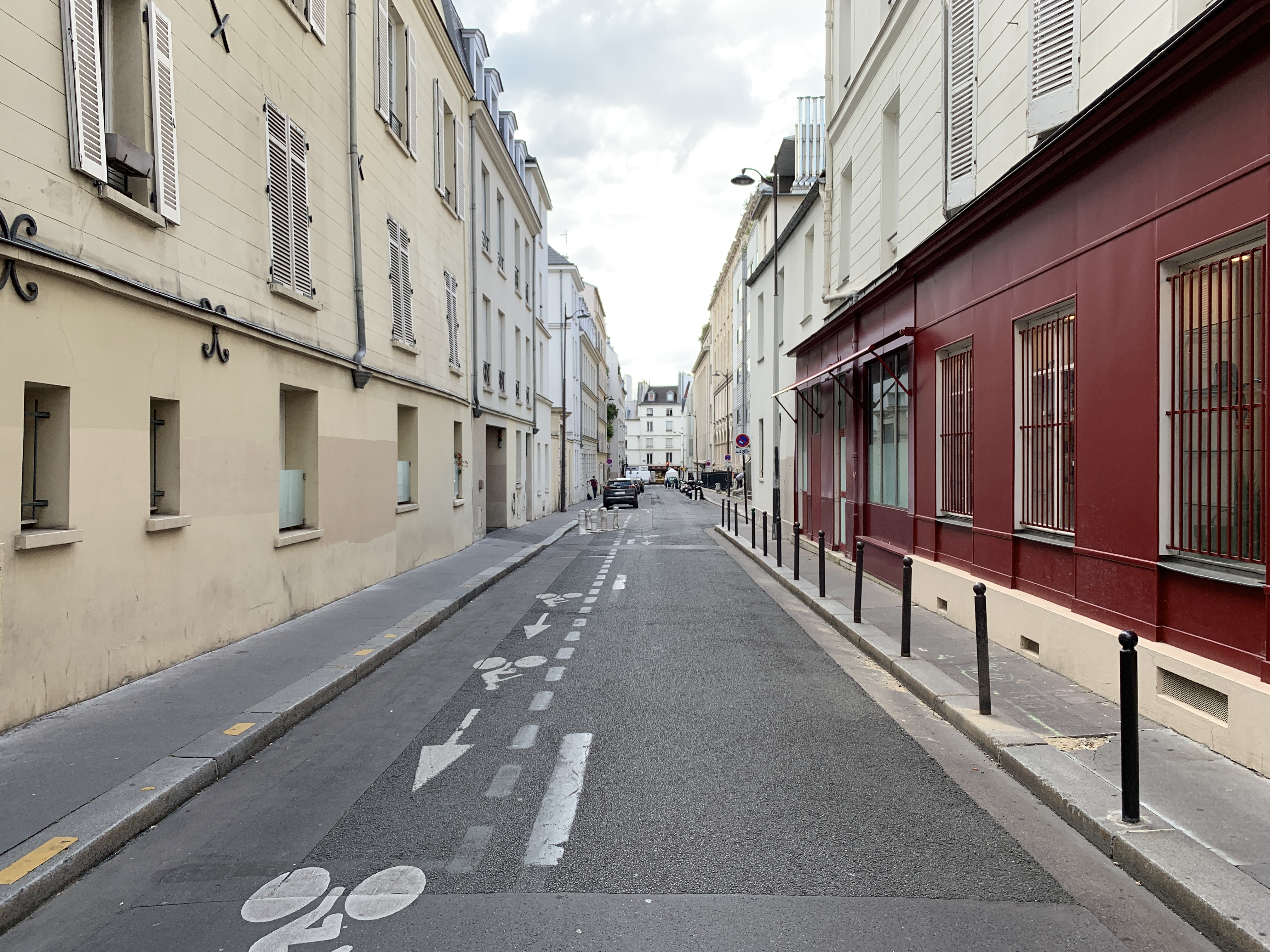
Autre vue de la rue en 2021.

La rue Saint-Jean-Baptiste-de-La-Salle est desservie par les lignes 10 et 13 à la station Duroc et la ligne 10 à la station Vaneau.

## Origine du nom
Elle porte le nom de Jean-Baptiste de La Salle (1651-1719) homme d'Église et pédagogue, fondateur de la Congrégation des Frères des Écoles Chrétiennes dont la maison-mère est située rue de Sèvres.

## Historique

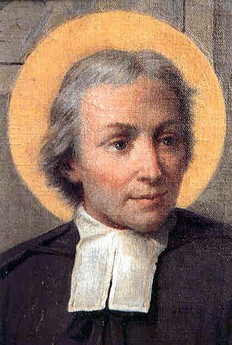
Jean-Baptiste de La Salle.

Cette voie qui est ouverte vers 1650 sur les terrains de l'abbaye de Saint-Germain-des-Prés est indiquée sur un plan manuscrit de 1651 sous le nom de « rue projetée Saint-Michel » puis, sur des plans du XVIIe siècle, sous le nom de « rue des Vieilles-Tuileries ».
À une date inconnue, elle prend le nom de « rue de La Barouillère », dénomination qu'elle doit à Nicolas Richard de La Barouillère auquel l'abbé de Saint-Germain-des-Prés céda, en cet endroit, en 1644, un immense terrain à la charge, entre autres conditions, d'y bâtir des maisons.
En 1951, elle prend son nom actuel en hommage au tricentenaire de la naissance de Jean-Baptiste de la Salle.

## Bâtiments remarquables et lieux de mémoire
- Au no 16, le couvent des Sœurs auxiliatrices.
- Angle rue Saint-Jean-Baptiste-de-La-Salle et rue de Sèvres : emplacement d'un enclos[2] ou l'on montrait de 1730 à 1778 des combats d'animaux. Ce cirque fut transféré en 1778 dans le quartier de l'Hôpital-Saint-Louis à l'extérieur de la barrière de Pantin du mur des Fermiers généraux, qui prit alors le nom de « barrière du Combat[3] ».

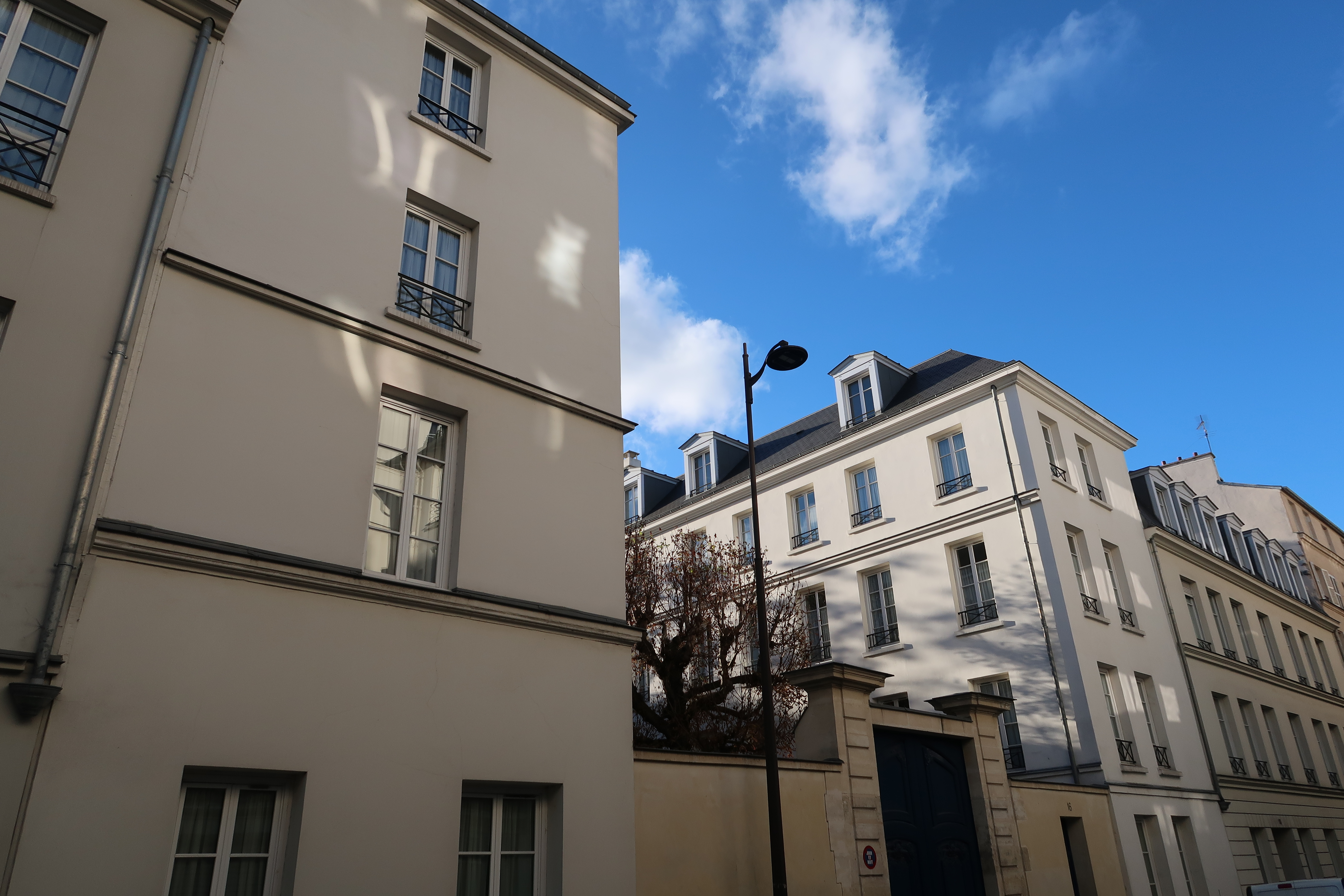
Entrée de la chapelle des Sœurs auxiliatrices.
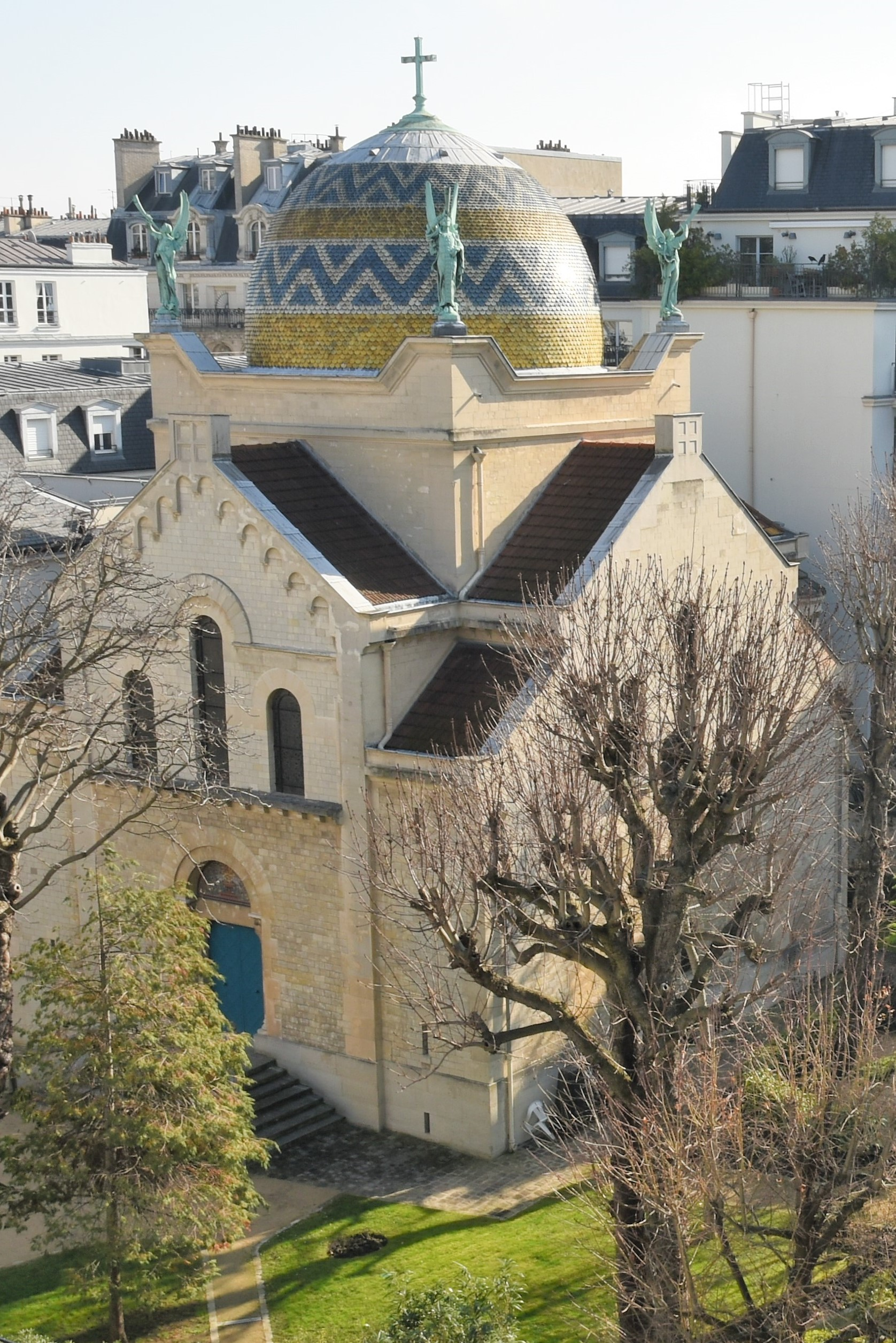
Chapelle dans l'îlot.
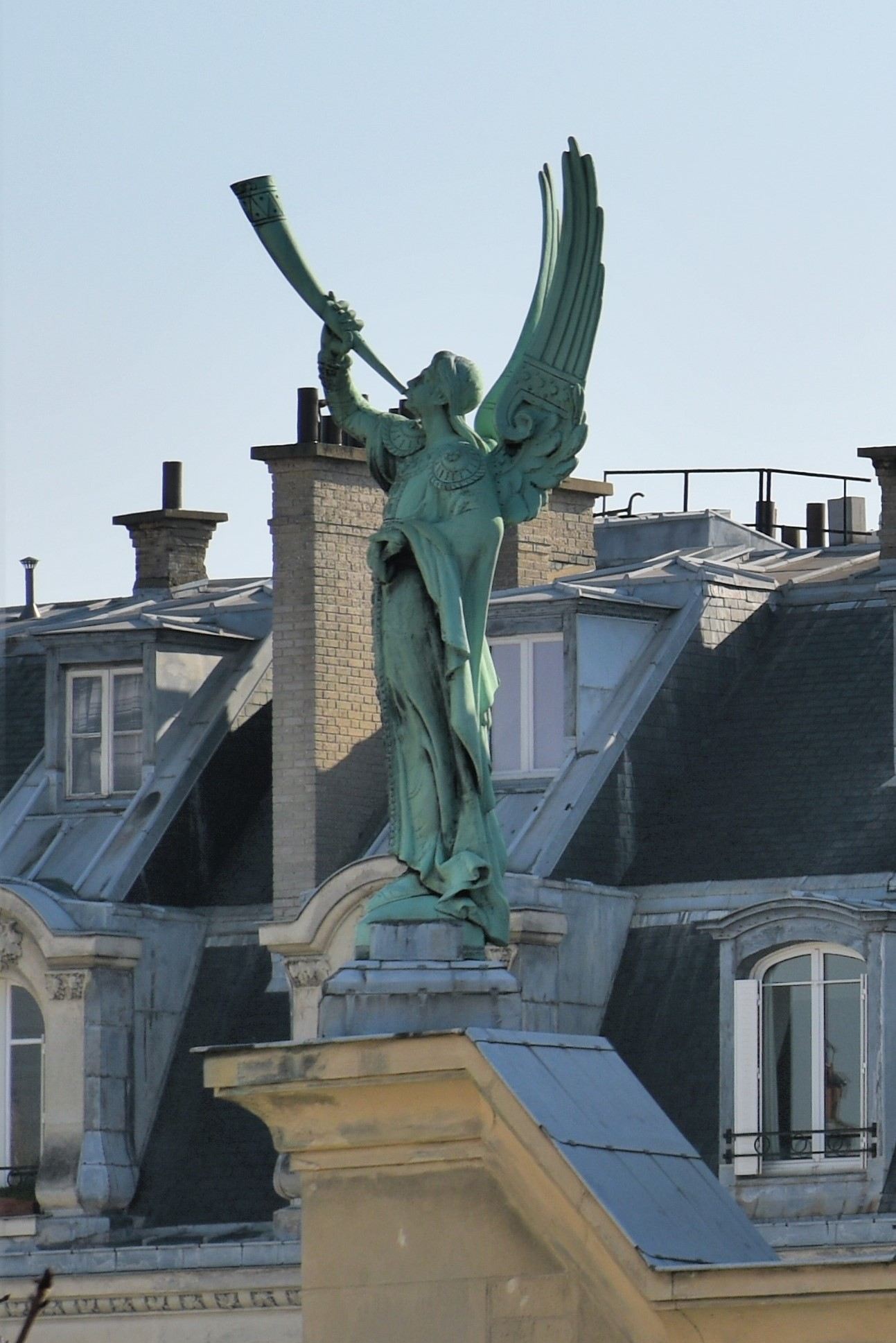
Détail d'une des statues d'ange.